# Liza argentea
Liza argentea är en fiskart som först beskrevs av Jean René Constant Quoy och Joseph Paul Gaimard 1825.  Liza argentea ingår i släktet Liza och familjen multfiskar. Inga underarter finns listade i Catalogue of Life.